# أحادي كلوريد اليود
أحادي كلوريد اليود هو مركب بين هالوجيني صيغته ICl، ويوجد منه شكلان حسب البنية وهما ألفا وبيتا، ويوجد في الشروط القياسية على شكل صلب بلوري ذي لون بني محمر، والذي ينصهر بالقرب من درجة حرارة الغرفة.

## التحضير
يحضّر المركب من التفاعل المباشر بين عنصري الكلور واليود:
{\displaystyle \mathrm {I_{2}+Cl_{2}\longrightarrow 2\ ICl} }

## الخواص
يوجد شكلان من المركب يختلفان من حيث البنية البلورية، وهما ألفا α وبيتا β. يكون ICl-α على شكل بلورات حمراء إبرية، أما ICl-β بلورات معينة قائمة متطاولة ذات لون بني محمر.
يتفكك المركب عند التماس مع الماء بتفاعل حلمهة ليعطي كلوريد الهيدروجين بالإضافة إلى اليود:
{\displaystyle {\ce {4 ICl + 2 H2O -> 4 HCl + 2 I2 + O2}}}

## الاستخدامات
يستخدم المركب في المختبرات الكيميائية لإجراء عملية اليوددة.